# Iolania mauiensis
Iolania mauiensis är en insektsart som beskrevs av Giffard 1925. Iolania mauiensis ingår i släktet Iolania och familjen kilstritar. Inga underarter finns listade i Catalogue of Life.